# Widgey R. Newman
Pour les articles homonymes, voir Newman.
Widgey R. Newman, né le 30 septembre 1900 à Bedford et décédé le 29 juillet 1944 à St-Albans, est un scénariste, réalisateur et producteur de cinéma britannique.
Il réalisa surtout des films de série B.

## Filmographie sélective
- 1927 : Saint Joan
- 1928 : A Reckless Gamble (en)
- 1932 : Little Waitress (en)
- 1932 : Castle Sinister (en)
- 1932 : The Merry Men of Sherwood
- 1932 : Heroes of the Mine (en)
- 1933 : Lucky Blaze (en)
- 1935 : Immortal Gentleman (en)
- 1938 : On Velvet (en)
- 1938 : A Sister to Assist 'Er
- 1939 : Men Without Honour (en)
- 1940 : Two Smart Men (en)
- 1940 : Henry Steps Out (en)